# Alpheus bellulus
El camarón pistola tigre (Alpheus bellulus) es una especie de camarón de la familia Alpheidae en el orden Decapoda.

## Distribución
El camarón pistola tigre se puede encontrar en las aguas tropicales del área del Indo-Pacífico occidental.

## Relación simbiótica
Puede mantener relaciones simbióticas con peces de las especies Cryptocentrus cinctus, Stonogobiops yasha, Amblyeleotris guttata, etc.